# Río Olivia
Pour les articles homonymes, voir Olivia.
Le río Olivia est une rivière traversant la province argentine de province de Terre de Feu.

## Caractéristiques
La rivière prend sa source dans la Sierra Valdivieso et récupère les eaux du río Carbajal. Elle traverse la vaste valle Carbajal, une zone couverte de tourbières entre deux chaînes de montagnes des Andes, en formant des méandres et en suivant une direction est-sud-est. Au pied du mont Olivia, la rivière tourne brusquement vers le sud, traversant une vallée étroite avec des chutes d'eau et des cascades. Au bout de celle-ci, la vallée s'ouvre à nouveau sur une courte zone à forte pente, au terme de laquelle elle se jette finalement dans les eaux du canal Beagle, à proximité de la ville d'Ushuaïa, dans la baie homonyme.
Son bassin couvre une superficie estimée à 140 km2 et son débit moyen est de 5,5 m3/s.
En 2015, le río Olivia sert de décor à certaines scènes du film The Revenant.